# 賀茂 (能)
『賀茂』（かも）は、能楽作品のひとつ。別表記加茂、古称は矢立鴨。賀茂神社の縁起を気品高く、また勇壮に表現した能である。作者は金春禅竹ともいわれるが、不詳。戦国末期の素人能役者下間少進の演能記録「能之留帖」に頻出し、また、豊臣秀吉の命をうけて山科言経らが注釈をするなど、その当時からよく好まれた能である。

## 作品構成
播州室の神官が上洛し、賀茂社に参拝するところから能ははじまる。舞台には、白い壇に白羽の矢が立った作り物が後見の手ですえられる。

### 前段
【登場人物】
- 前シテ 里の女
- シテツレ 里の女
- ワキ 室の神官
- ワキツレ 従者（二人）

室の神官が、都に上る道筋を「道行」とよばれる謡で表現する。賀茂社についたところで、川辺に壇がつくられ白羽の矢が立っているのを見て、なんのいわれであろうかといぶかしむ。そこに若い女が二人あらわれ、「御手洗や清き心に澄む水の賀茂の河原にいづるなり 」と歌う。神にたむける水を汲もうとするのだ。先ほどの神官はその二人に「自分は室の神官です。この川辺に壇を築き白い布に白羽の矢をたてて、神を祭っておられるようですが、これはどのようないわれがあるのでしょう。」と尋ねる。女はこの矢は当社のご神体ですと告げ、いわれを語りはじめる。「昔この地に住んでおりました秦の氏女という女性が、朝な夕なこの川の水をくみ、神にたむけておりました。あるとき、川上より一本の白羽の矢が流れつき、水桶に止まったのです。それを持ち帰って庵の軒にさしておりますと、女は懐妊して男児を産みました。この子が三歳になったとき、父はだれだと人々がいいますので、氏女はこの矢ですと申しますと、たちまち、その矢は雷となり、天にのぼって、神の姿となったのです。別雷（わけいかづち）の神がそのお方です。」もう一人の娘は「その母子も神となって、賀茂の三柱の神としてまつられています。」という。女たちは「石川やせみの小川の清ければ 」と、新古今集にある鴨長明の和歌をひき、「年の矢の早くも過ぐる光陰惜みても帰らぬはもとの水。流はよも尽きじ絶えせぬぞ手向なりける。いざいざ水を汲まうよ。いざいざ水を汲まうよ。」と歌い、舞になる。貴船川、大井川、清滝川と次々に川の名前をつらね、それにまつわる古歌を謡い、連れ舞する。神官は、そういうあなた方はどなたですと聞くと、女は「名ばかりは白真弓のやごとなき神ぞかし（名ばかりは知らせましょう、わたしたちは、白い真弓の矢にゆかりの、やんごとない神かもしれません）」と、言い残して、退場する。

### 間狂言
【登場人物】
- ワキ 室の神官
- アイ 末社の神

そこへ末社の神が登場、さきほど里の女が語った賀茂の神の縁起を狂言口調で語り、室の神官の参拝を賀茂の神が喜んでおられ、舞を舞えと命じられたので舞うという。末社の神は「三段舞」をめでたく舞う。

### 後段
【登場人物】
- 後シテ 別雷神
- 後ヅレ 天女
- ワキ 室の神官

やがて天女があらわれ、優美に天女の舞を舞う。ひとしきり舞ったところへ、主役の別雷神が登場、「われはこれ王城を守る君臣の道 別雷の神なり 」と名のり、「鳴神の鼓の時も至れば、五穀豊穣も国土を守護し 」と謡いつつ勇壮な舞働をする。